# Hamelet
Hamelet település Franciaországban, Somme megyében. Lakosainak száma 633 fő (2022. január 1.). Hamelet Corbie, Fouilloy, Lamotte-Warfusée, Vaire-sous-Corbie és Villers-Bretonneux községekkel határos.

## Népesség
A település népességének változása:
| Lakosok száma | 611  | 622  | 632  | 630  | 634  | 638  | 638  | 642  | 633  |
|               | 2013 | 2015 | 2016 | 2017 | 2018 | 2019 | 2020 | 2021 | 2022 |